# Пам'ятки архітектури Олександрівського району
У Олександрівському районі Кіровоградської області на обліку перебуває 12 пам'ятки архітектури.
| № пп | Найменування пам’ятки                                                 | Датування     | Місцезнаходження пам’ятки                         | Охорон. номер |
| ---- | --------------------------------------------------------------------- | ------------- | ------------------------------------------------- | ------------- |
| 1    | Житловий будинок                                                      | п.20 ст.      | смт. Олександрівка, вул. Незалежності України, 29 | виявлена      |
| 2    | Житловий будинок                                                      | п.20 ст.      | смт. Олександрівка, вул. Незалежності України, 31 | виявлена      |
| 3    | Житловий будинок                                                      | п.20 ст.      | смт. Олександрівка, вул. Незалежності України, 39 | виявлена      |
| 4    | Контора цукрового заводу                                              | п.20 ст.      | смт. Олександрівка, вул. Незалежності України, 50 | 138-Кв        |
| 5    | Житловий будинок                                                      | п.20 ст.      | смт. Олександрівка, вул. Незалежності України, 64 | виявлена      |
| 6    | Будинок магазину                                                      | к.19 ст.      | смт. Олександрівка, вул. Незалежності України, 72 | 224-Кв        |
| 7    | Успенська церква                                                      | 19 ст.        | с. Бандурове                                      | 105-Кв        |
| 8    | Миколаївська церква                                                   | 18 ст.        | с. Бірки                                          | 104-Кв        |
| 9    | Церковно-приходська школа                                             | к.19 ст.      | смт Єлизаветградка, вул. Леніна                   | 421-Кв        |
| 10   | Церква Свято-Різдва Богородиці                                        | 18 ст.        | с. Іванівка                                       | 103-Кв        |
| 11   | Церква Св. Параскеви                                                  | 19 ст.        | с. Кримки                                         | 106-Кв        |
| 12   | Церква Свято-Хресто-воздвиженська церква - усипальня родини Раєвських | 1833-1855 рр; | с. Розумівка                                      | 1121-Н        |
|      |                                                                       |               |                                                   |               |